# Toegevoegde middellijnen

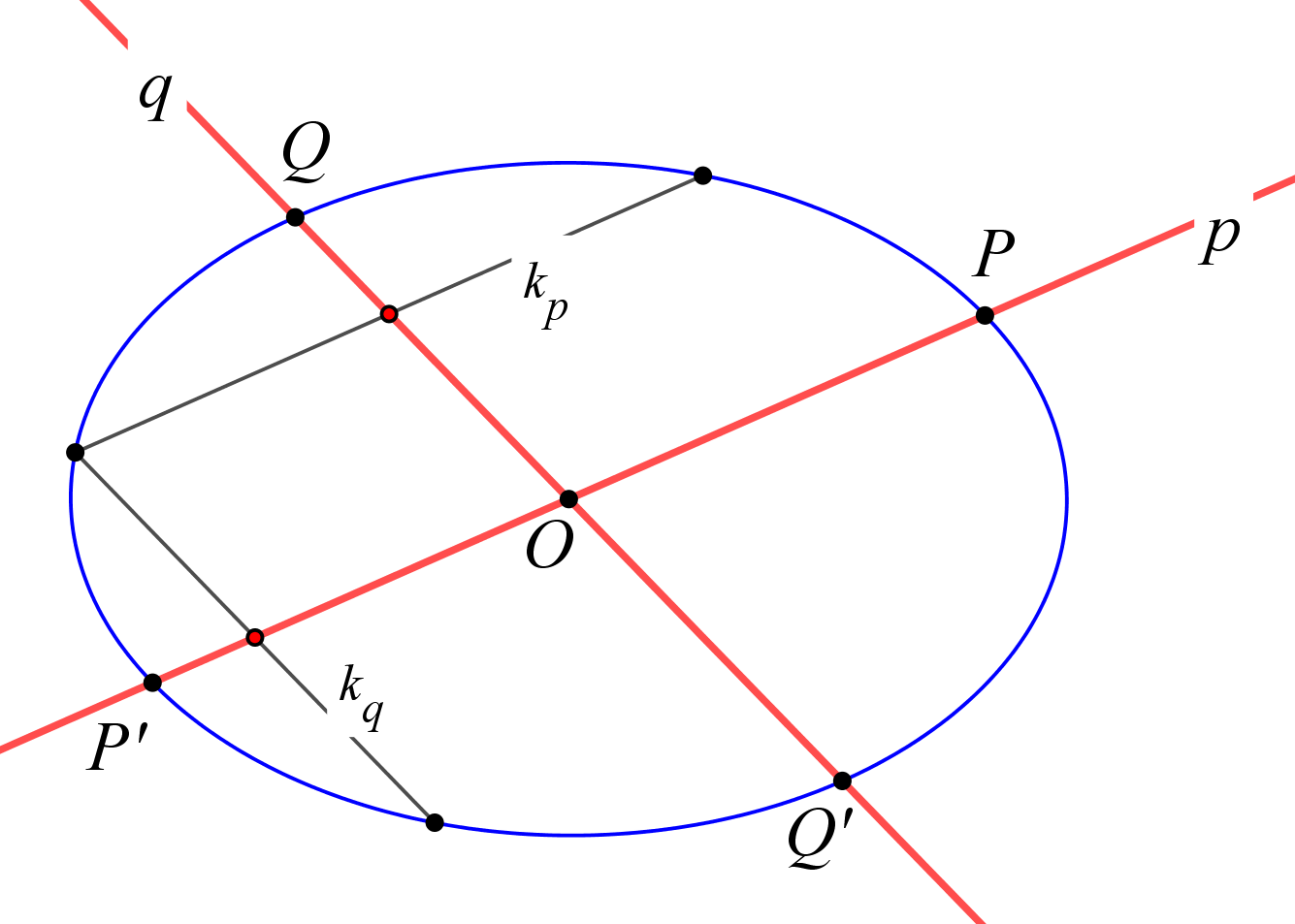
fig. 1. Definitie toegevoegde middellijnen

Twee middellijnen van een ellips heten (aan elkaar) toegevoegd, als het midden van een koorde van die ellips die evenwijdig is met de ene middellijn, op de andere middellijn ligt.
Een middellijn is hierbij een koorde van de ellips die door het middelpunt van de ellips gaat. De rechte lijn door de eindpunten van de koorde wordt ook wel snijlijn (of secant) genoemd.
In figuur 1 zijn de koorden {\displaystyle PP'} en {\displaystyle QQ'} toegevoegde middellijnen. De lijnen {\displaystyle p} en {\displaystyle q} zijn snijlijnen. Het midden van de koorde {\displaystyle k_{p}}, die evenwijdig is met {\displaystyle p}, ligt op {\displaystyle q}. Maar ook, het midden van de koorde {\displaystyle k_{q}}, die evenwijdig is met {\displaystyle q}, ligt op {\displaystyle p}.
Aangetoond kan worden dat bij een ellips de middens van alle koorden die evenwijdig zijn met een middellijn, op de toegevoegde middellijn liggen.

## Twee alternatieve definities
In de wiskundige literatuur komen ook de volgende definities van het begrip toegevoegde middellijnen voor.
- Twee middellijnen van een ellips zijn toegevoegde middellijnen, als de raaklijn in een van de eindpunten van een middellijn evenwijdig is met de andere middellijn; zie figuur 2.
- Wordt de ellips opgevat als het beeld van een cirkel bij een affiene afbeelding, dan zijn de beelden van twee middellijnen van die cirkel die loodrecht op elkaar staan, toegevoegde middellijnen van de ellips; zie figuur 3, waarin sprake is van een (loodrechte) lijnvermenigvuldiging als affiene afbeelding.

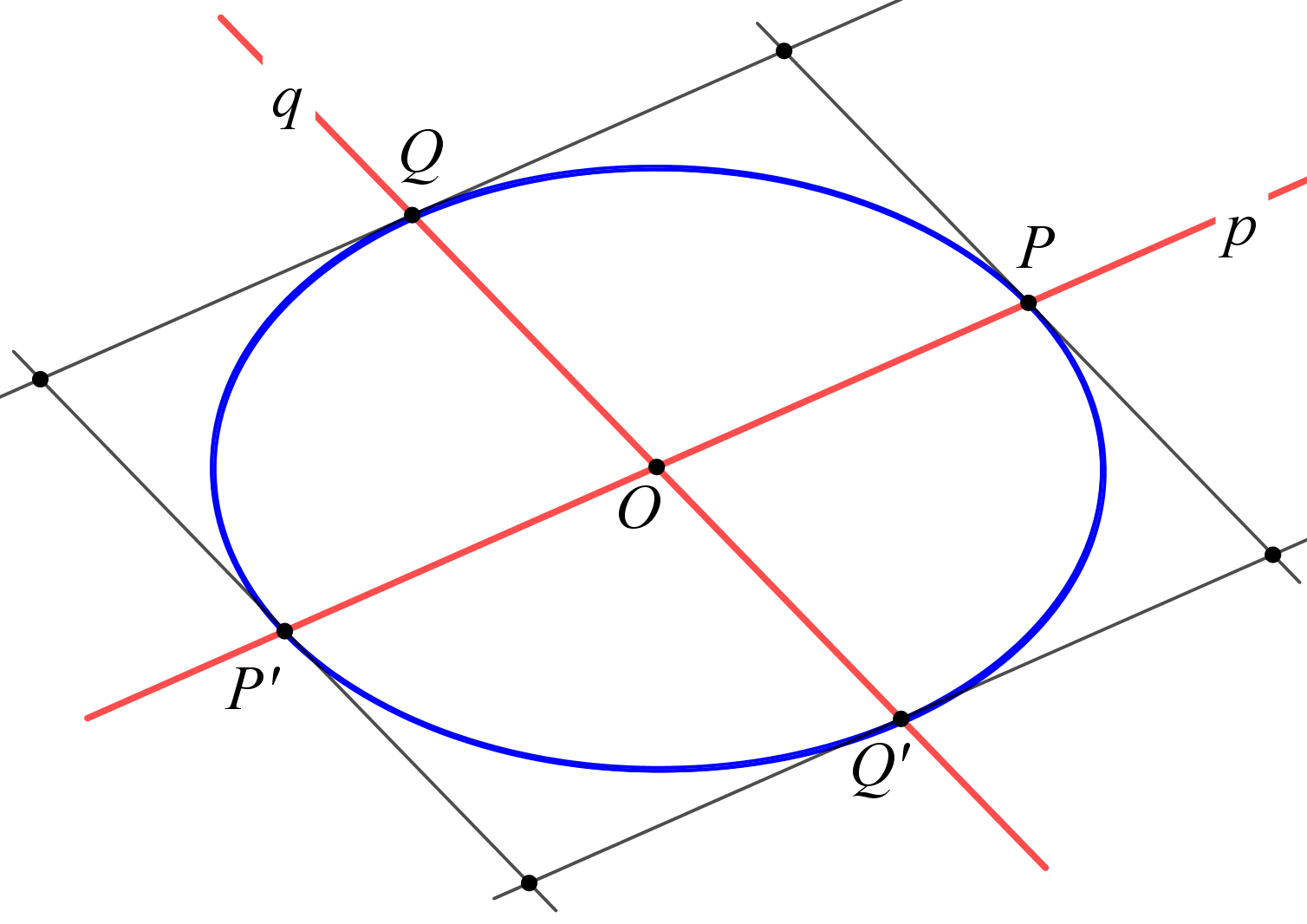
fig. 2. Eerste alternatieve definitie

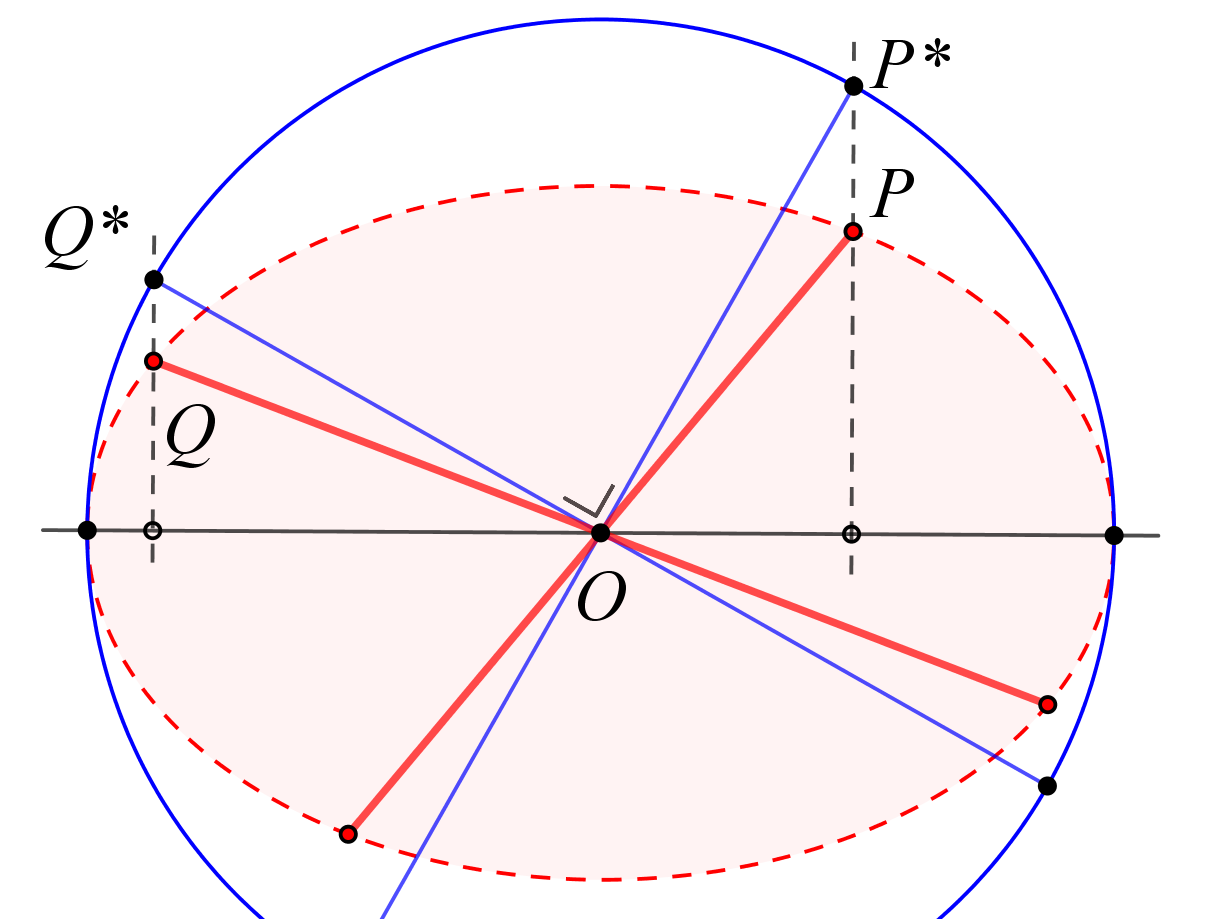
fig. 3. Tweede alternatieve definitie

## Bijzondere voorbeelden
- Is de ellips een cirkel, dan zijn twee loodrecht op elkaar staande middellijnen daarvan ook toegevoegde middellijnen van de cirkel; zie figuur 4.
- De assen van een ellips zijn toegevoegde middellijnen van de ellips; zie figuur 5, waarin de koorden {\displaystyle AA',BB'} de assen zijn.

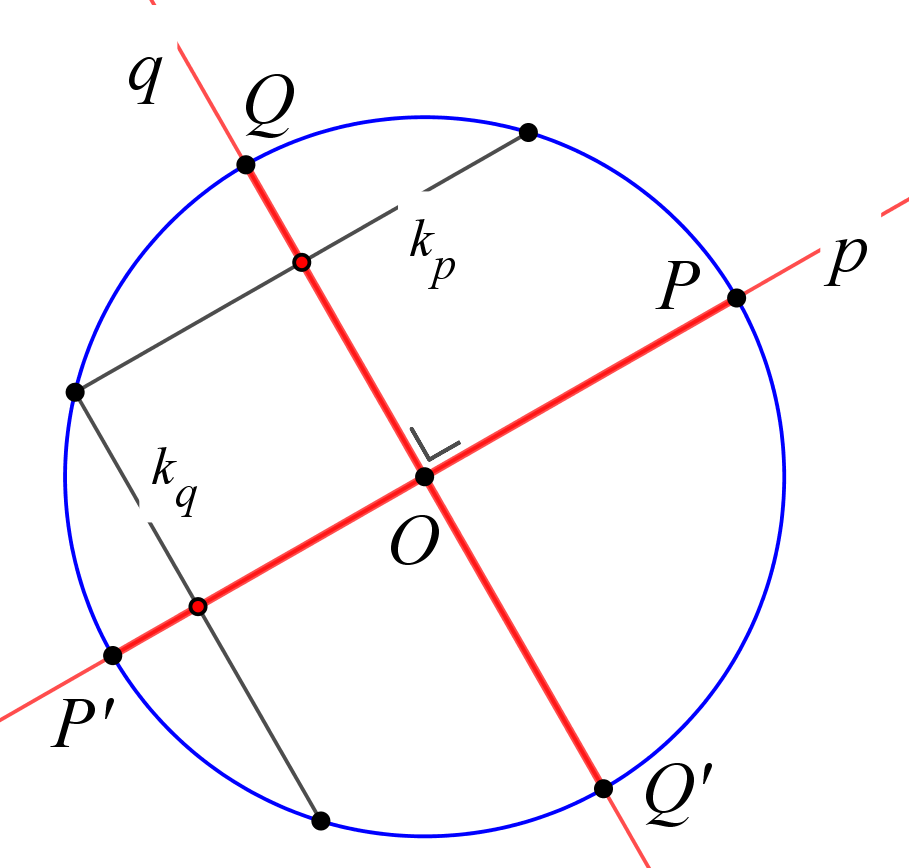
fig. 4. Eerste voorbeeld

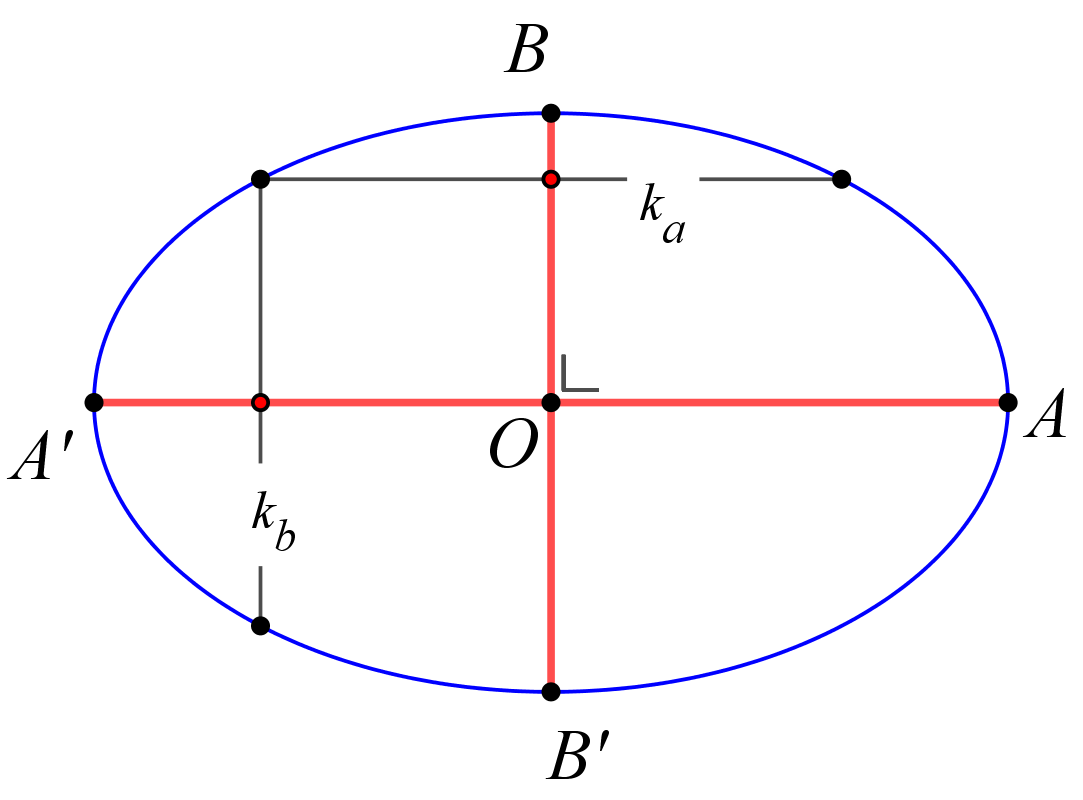
fig. 5. Tweede voorbeeld

## Aanvullende definities
- Het lijnstuk dat het middelpunt van een ellips verbindt met een punt op de ellips, wordt straal genoemd.
- Twee stralen van een ellips die op twee verschillende toegevoegde middellijnen liggen, zijn toegevoegde stralen.
- De richtingen van twee toegevoegde middellijnen zijn toegevoegde richtingen.

## Een relatie tussen coördinaten
In een standaard {\displaystyle xOy}-assenstelsel is een ellips (middelpunt {\displaystyle O}) gegeven door de vergelijking {\displaystyle {\tfrac {{x}^{2}}{{a}^{2}}}+{\tfrac {{y}^{2}}{{b}^{2}}}=1}. De omgeschreven cirkel van die ellips (zie figuur 3) heeft dan de vergelijking {\displaystyle x^{2}+y^{2}=a^{2}}.
Liggen de punten {\displaystyle P=(p_{1},p_{2})} en {\displaystyle Q=(q_{1},q_{2})} op die ellips, dan heeft de raaklijn in {\displaystyle P} aan de ellips de vergelijking:
{\displaystyle {\frac {{{p}_{1}}x}{{a}^{2}}}+{\frac {{{p}_{2}}y}{{b}^{2}}}=1}
De vergelijking van de lijn door {\displaystyle O} die hiermee evenwijdig is dan:
{\displaystyle {\frac {{{p}_{1}}x}{{a}^{2}}}+{\frac {{{p}_{2}}y}{{b}^{2}}}=0}
Als {\displaystyle Q} ook op deze lijn ligt, dan is voldaan aan de betrekking:
{\displaystyle {\frac {{{p}_{1}}{{q}_{1}}}{{a}^{2}}}+{\frac {{{p}_{2}}{{q}_{2}}}{{b}^{2}}}=0}
En dan blijkt dat:
{\displaystyle {\frac {{p}_{2}}{{p}_{1}}}\cdot {\frac {{q}_{2}}{{q}_{1}}}=-{\frac {{b}^{2}}{{a}^{2}}}}
In woorden:
Stelling. Het product van de richtingscoëfficiënten (richtingen) van twee toegevoegde middellijnen van een ellips waarvan de lengtes van de halve assen gelijk zijn aan {\displaystyle a} en {\displaystyle b}, is gelijk aan {\displaystyle -{\tfrac {{b}^{2}}{{a}^{2}}}}.
Opmerking. Is de factor van de lijnvermenigvuldiging waarmee de omgeschreven cirkel van de ellips (via een middellijn) wordt afgebeeld op die ellips, gelijk aan {\displaystyle b/a}, dan geldt voor de richtingscoëfficiënten {\displaystyle {\text{r}}(p),{\text{r}}(q)} van de lijnen {\displaystyle OP^{*},OQ^{*}} (de punten {\displaystyle P^{*},Q^{*}} zijn de {\displaystyle P,Q}-originelen op de cirkel; zie figuur 3):
{\displaystyle {\text{r}}(p)={\frac {a}{b}}\cdot {\frac {{p}_{2}}{{p}_{1}}}} en {\displaystyle {\text{r}}(q)={\frac {a}{b}}\cdot {\frac {{q}_{2}}{{q}_{1}}}}
En dan is:
{\displaystyle {\text{r}}(p)\cdot {\text{r}}(q)={\frac {{a}^{2}}{{b}^{2}}}\cdot {\frac {{{p}_{2}}{{q}_{2}}}{{{p}_{1}}{{q}_{1}}}}={\frac {{a}^{2}}{{b}^{2}}}\cdot -{\frac {{b}^{2}}{{a}^{2}}}=-1}
De lijnen {\displaystyle OP^{*},OQ^{*}} staan dus loodrecht op elkaar. Of, in woorden, omgekeerd geformuleerd (en die eigenschap kan analoog worden bewezen):
Stelling. Wordt een cirkel met een loodrechte lijnvermenigvuldiging afgebeeld op een ellips, dan zijn de beelden van twee loodrecht op elkaar staande middellijnen van die cirkel, toegevoegde middellijnen van de ellips.
N.B. Zie de tweede hierboven vermelde alternatieve definitie van toegevoegde middellijnen.

## Twee constructies

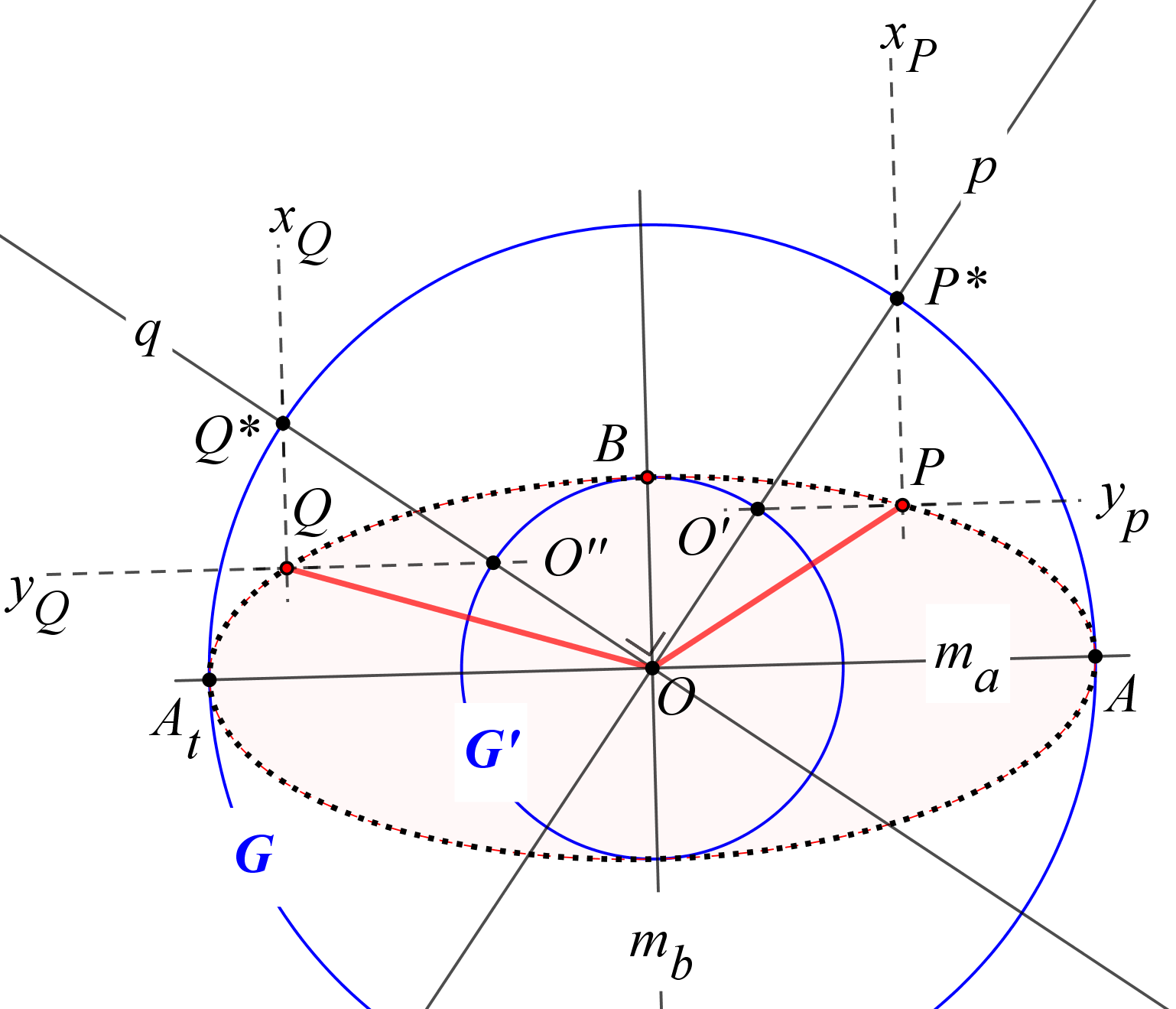
fig. 6. Constructie 1

1.Als van een ellips de omgeschreven cirkel (d.i. de cirkel waarvan een middellijn samenvalt met de grote as van de ellips) en één straal gegeven zijn, dan kan de aan die straal toegevoegde straal met passer en (ongemerkte) liniaal worden geconstrueerd.
In figuur 6 is de constructie uitgevoerd, op basis van de gegeven cirkel {\displaystyle G} (middelpunt {\displaystyle O}) en het lijnstuk {\displaystyle OP} ({\displaystyle P} ligt binnen {\displaystyle G}). Daarbij wordt gebruik gemaakt van een lijnvermenigvuldiging van de cirkel {\displaystyle G} t.o.v. een middellijn daarvan (hier is dat het lijnstuk {\displaystyle AA_{t}}).
Constructiestappen
| 1. A = PuntOpObject(G)       | 10. q = Loodlijn(O, p)       |
| 2. At = Puntspiegeling(A, O) | 11. Q* = Snijpunt(q, G)      |
| 3. ma = Lijn(O, A)           | 12. O" = Snijpunt(q, G')     |
| 4. xP = Loodlijn(P, ma)      | 13. xQ = Loodlijn(Q*, ma)    |
| 5. P* = Snijpunt(xP, G)      | 14. yQ = Evenwijdige(O", ma) |
| 6. p = Lijn(O, P*)           | 15. Q = Snijpunt(xQ, yQ)     |
| 7. yP = Evenwijdige(P, ma)   | 16. straal = Lijnstuk(O, Q)  |
| 8. O' = Snijpunt(yP, p)      | 17. mb = Loodlijn(O, ma)     |
| 9. G' = Cirkel(O, O')        | 18. B = Snijpunt(mb, G')     |

De ellips, die {\displaystyle OP} en {\displaystyle OQ} als toegevoegde stralen heeft, is nu bepaald door de punten {\displaystyle A,P,B,Q} en {\displaystyle A_{t}}.
2.Als van een ellips twee toegevoegde stralen gegeven zijn, dan kunnen de halve assen van de ellips, en daarmee de toppen, met passer en (ongemerkte) liniaal geconstrueerd worden.
Een redelijk eenvoudige constructie hiervoor is de zogeheten constructie van Rytz.

## Anders c.q. niet bij hyperbool en parabool
Het begrip 'toegevoegde middellijnen' kan bij een hyperbool niet op dezelfde manier als bij een ellips worden vastgelegd, omdat het middelpunt {\displaystyle O} van een hyperbool gelegen is buiten het gebied (de gebieden) waarin de brandpunten liggen.

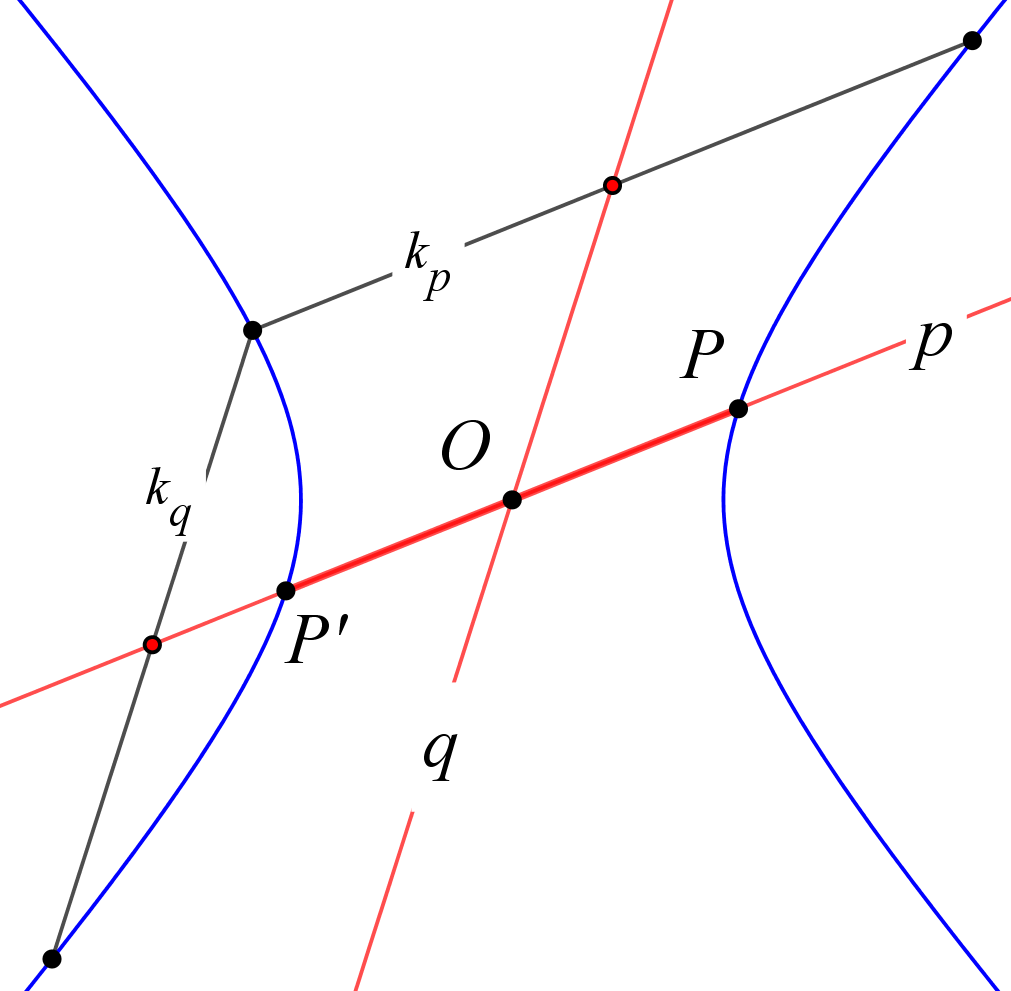
figuur 7

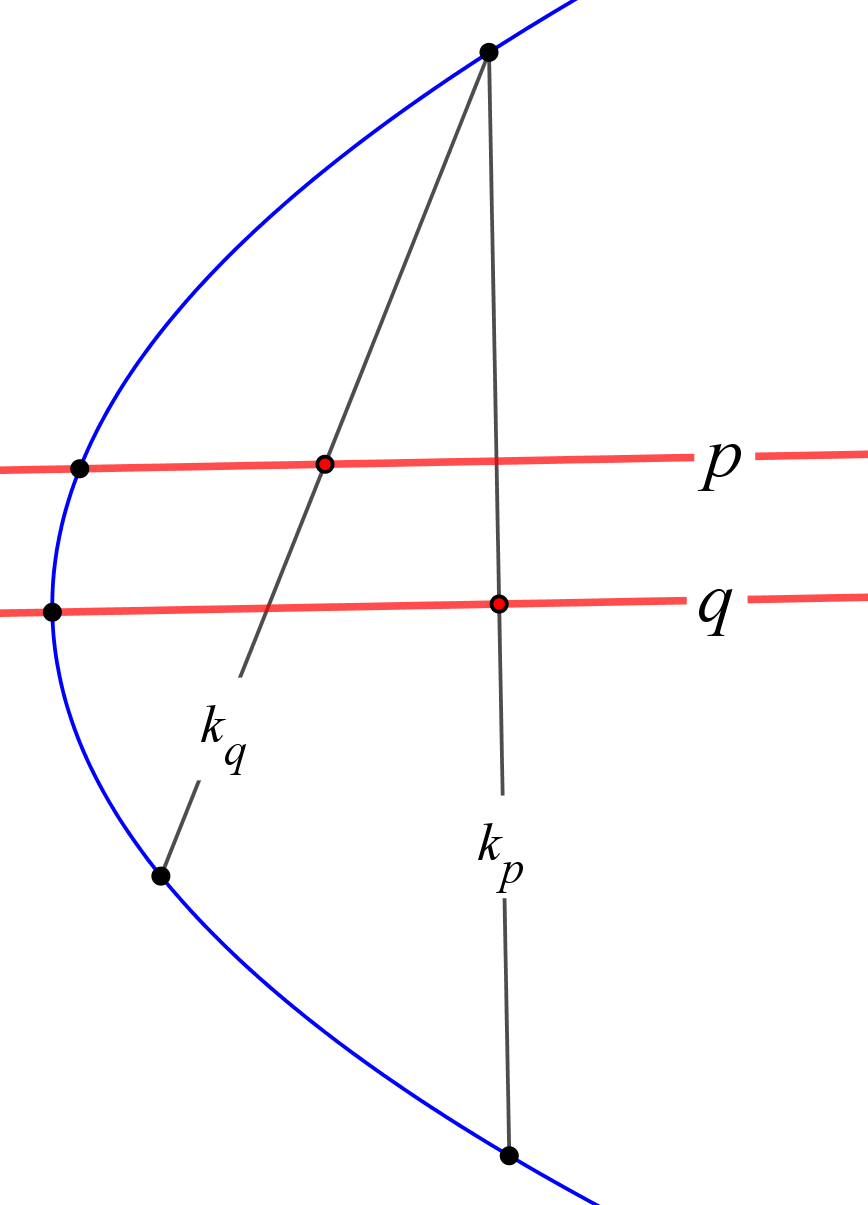
figuur 8

Is {\displaystyle p} een door {\displaystyle O} gaande snijlijn van de hyperbool waarbij {\displaystyle PP'} een middellijn is, dan zal de lijn {\displaystyle q} die de meetkundige plaats is van de middens van de koorden die evenwijdig zijn met {\displaystyle p}, de hyperbool niet (in reële punten) snijden. Die lijn {\displaystyle q} is dan zeker geen middellijn van de hyperbool; zie figuur 7.
Meestal wordt daarom bij een hyperbool alleen gesproken over toegevoegde richtingen van de lijnen {\displaystyle p} en {\displaystyle q}.
Bij een parabool kan het begrip 'toegevoegde middellijnen' niet worden gedefinieerd, omdat een parabool geen (reëel) middelpunt heeft. Een lijn evenwijdig met de as van de parabool kan evenwel worden opgevat als een middellijn van de parabool; dan zijn alle middellijnen van een parabool evenwijdig; zie figuur 8.